# سلالة تشين الحاكمة
كانت سلالة تشين، في واد جايلز (بالصينية: 秦朝) أول سلالة في الإمبراطورية الصينية. استمرت هذه السلالة منذ 221 حتى 206 قبل الميلاد. سُميت هذه السلالة نسبةً إلى موطنها الرئيسي في ولاية تشين (قانسو وشنشي الحديثة). أسسها تشين شي هوانج، الإمبراطور الأول لمملكة تشين. زادت قوة دولة تشين بشكل كبير نتيجة للإصلاحات القانونية التي أجراها تشانغ يانغ في القرن الرابع قبل الميلاد، خلال فترة الممالك المتحاربة. في منتصف وأواخر القرن الثالث قبل الميلاد، بدأت دولة تشين سلسلة من الفتوحات السريعة، إذ قضت أولًا على سلالة تشو الضعيفة، وهزمت في النهاية الدول الستة الأخرى من الدول السبعة المتحاربة. استمر حكم السلالة لمدة 15 عامًا، وهي أقصر مدة لسلالة حاكمة رئيسية في تاريخ الصين، وشهدت خلال حكمها إمبراطورَين فقط، وكانت أراضيها حول منطقة نهر الأصفر ويانغتسي، وليس في الصين الحديثة المألوفة في خرائطنا الآن. على الرغم من فترة حكمها القصيرة، لكن كان لها تأثير هام، إذ اعتمدت سلالة هان على الدروس والاستراتيجيات التي طبقتها سلالة تشين، وأصبحت نقطة انطلاق للنظام الإمبراطوري الصيني الذي استمر من 221 قبل الميلاد، حتى عام 1912 بعد الميلاد مع وجود فترات من الانقطاع والتطوير والتكيف.
سعت سلالة تشين إلى إنشاء دولة موحدة من خلال سلطة سياسية مركزية منظمة وجيش كبير مدعوم باقتصاد مستقر. حاولت الحكومة المركزية القضاء على الأرستقراطيين وملاك الأراضي بهدف السيطرة المباشرة على الفلاحين، الذين كانوا يشكلون الغالبية العظمى من السكان والقوى العاملة. سمح هذا بمشروعات طموحة تضم ثلاثمئة ألف فلاح ومدان، مثل ربط الجدران على طول الحدود الشمالية، الذي تطور في النهاية إلى سور الصين العظيم، ونظام طرق جديد ضخم في البلاد، بالإضافة إلى ضريح الإمبراطور الأول تشين (أو ما يُعرف بجيش الطين أو جيش التيراكوتا).
أجرى تشين مجموعة من الإصلاحات مثل العملة الموحدة والأوزان والمقاييس ونظام الكتابة الموحد، والتي هدفت إلى توحيد الدولة وتعزيز التجارة. بالإضافة إلى ذلك، استخدم الجيش أحدث الأسلحة ووسائل النقل والتكتيكات، على الرغم من البيروقراطية القاسية التي اتصفت بها الحكومة آنذاك. صوّر هان الكونفوشي سلالة تشين على أنها سلالة استبدادية بشكل كامل، خاصة بعد ما نُقل عن حملة التطهير المعروفة باسم حرق الكتب ودفن العلماء، ويشكك بعض العلماء المعاصرين في صحة هذه الروايات.
عندما توفي الإمبراطور الأول عام 210 قبل الميلاد، وضع اثنان من مستشاريه وريثًا للعرش في محاولة للتأثير على إدارة الأسرة الحاكمة والسيطرة عليها. تشاجر هؤلاء المستشارون فيما بينهم، مما أدى في النهاية إلى موتهم وموت الإمبراطور تشين الثاني. اندلعت ثورة شعبية وسرعان ما سقطت الإمبراطورية الضعيفة في يد جنرال ولاية تشو، شيانغ يو، الذي أُعلن عن هيمنة ملك ولاية تشو الغربية وليو بانغ (الإمبراطور غاوزو) الذي أسس سلالة هان.

## الثقافة والمجتمع

### الحياة الداخلية
كانت أرستقراطية سلالة تشين متماثلة خلال حكم الإمبراطورَين إلى حد كبير في مجالات الثقافة والحياة اليومية. اعتُبرت الاختلافات الإقليمية في الثقافة رمزًا للطبقات الدنيا. بدأ ذلك الاعتقاد في مملكة تشو وتلاه خلال حكم سلالة تشين، فقد اعتُبرت هذه الاختلافات متعارضة مع التوحيد الذي سعت الحكومة إلى تحقيقه.
نادرًا ما غادر العوام والقرويون الريفيون، الذين شكلوا أكثر من 90% من السكان، القرى أو المزارع التي ولدوا فيها. اختلفت أشكال التوظيف حسب المنطقة، وكانت الزراعة شائعة في كل المناطق تقريبًا. كانت المهن وراثية بشكل عام. انتقل عمل الأب إلى ابنه الأكبر بعد وفاته.
نادرًا ما ظهر الفلاحون في الأدب خلال عهد أسرة تشين وما بعدها، إذ فضّل العلماء والأدباء وغيرهم ممن هم أكثر نخبوية إثارة المدن وإغراءات السياسة. أحد الاستثناءات الملحوظة لهذا كان شين نونج، ما يسمى بـ «الأب الإلهي»، الذي علّم الأسر أن تزرع طعامها. «فإذا لم يحرث المرء أرضه في أوج عطائه، سيجوع شخص ما في العالم. وإذا لم ينسج المرء في أوج عطائه، سيصاب شخص ما في العالم بالبرد». شجع تشين ذلك، إذ أُجريت طقوس خاصة مرة كل بضع سنوات، تناوب فيها مسؤولون حكوميون مهمون على المحراث في حقل خاص، لإنشاء محاكاة لمصالح الحكومة ونشاطها في الزراعة.
بدأ انتشار وزيادة ظهور العبودية في الصين خلال عهد أسرة تشين.

### الهندسة المعمارية
كان للعمارة في عصر الدول المتحاربة جوانب عديدة. إذ بُنيت أسوار المدينة لأهداف دفاعية، وبُنيت أيضًا العديد من الأسوار الثانوية للفصل بين المناطق المختلفة. أُكّد على التنوع في الهياكل الفيدرالية، لخلق شعور بالسلطة والقوة المطلقة. نقلت العناصر المعمارية مثل الأبراج العالية، والبوابات العمودية، والمدرجات، والمباني العالية هذا الأمر بشكل واضح.

### الفلسفة والأدب
كانت لغة تشين المكتوبة رمزية (تصويرية)، مثل لغة تشو. وحّد رئيس الوزراء لي سي نظام الكتابة ليكون ذا حجم وشكل موحد في جميع أنحاء البلاد، واعتُبر ذلك أحد أكثر إنجازاته تأثيرًا. أثر ذلك على الثقافة الصينية لآلاف السنين. ويُنسب إليه الفضل في إنشاء أسلوب الخط «الأقل ختمًا» (نظام بينيين الصيني)، والذي يعمل كأساس للصينية الحديثة وما يزال يستخدم في البطاقات والملصقات والإعلانات.
تضمنت مدارس الفكر المئة خلال فترة الممالك المتحاربة العديد من الفلسفات المختلفة التي اقترحها العلماء الصينيون. ومع ذلك، في عام 221 قبل الميلاد، غزا الإمبراطور الأول جميع الولايات وحكم بفلسفة واحدة، وهي القانونية. وقضى على مدرسة فكرية واحدة على الأقل، وهي المدرسة الموهية، على الرغم من عدم معرفة السبب. فبرغم تشابه إيديولوجية دولة تشين والموهية في بعض النواحي، قد يكون سبب البحث عن الموهيين وقتلهم هو قيامهم بأنشطة شبه عسكرية.
كانت مدرسة كونفوشيوس الفكرية، المسماة الكونفوشيوسية، ذات تأثير هام أيضًا خلال فترة الدول المتحاربة، وكذلك خلال معظم فترات سلالة زو اللاحقة والفترات الإمبراطورية المبكرة. كان لهذه المدرسة الفكرية ما يسمى بقانون الكونفوشيوسية للأدب، والذي يُعرف باسم «الكلاسيكيات الست»: القصائد، والوثائق، والطقوس، والموسيقى، وحوليات الربيع والخريف، والتغييرات، التي جسدت الأدب الصيني في ذلك الوقت.
خلال عهد أسرة تشين، قمع الإمبراطور الأول الكونفوشيوسية، إلى جانب جميع الفلسفات غير القانونية الأخرى، مثل الطاوية. فعل أباطرة أسرة هان الأوائل الشيء نفسه. استنكرت الشرعية النظام الإقطاعي وشجعت على عقوبات شديدة، خاصة في حال عصيان الإمبراطور. لم يكن لحقوق الأفراد أي قيمة في حال تعارضها مع رغبات الحكومة أو الحاكم.
تُعتبر حادثة حرق الكتب ودفن العلماء الشائنة من أكثر المزاعم خطورة. ولا يعتبرها الكثير من المؤرخين صحيحة، إذ لم تُذكَر إلا بعد سنوات عديدة. كتب مؤرخ سلالة هان، سيما تشيان، أن الإمبراطور الأول، في محاولة لتوطيد السلطة، أمر في عام 213 قبل الميلاد بحرق جميع الكتب الداعمة لوجهات النظر التي تتحدى القانون أو الدولة، وأمر أيضًا بدفن جميع العلماء الذين رفضوا تسليم كتبهم وهم على قيد الحياة. حافظوا فقط على النصوص التي اعتبروها منتجة، وكان معظمها يناقش مواضيعًا براغماتية، مثل الزراعة والعرافة والطب. ومع ذلك، فإن علماء الصين يجادلون الآن بأن «دفن العلماء وهم على قيد الحياة» ليس صحيحًا بالمعنى الحرفي للكلمة، لأن المصطلح ربما يعني ببساطة «إعدامهم».